# Xavier Fina i Ribó
Xavier Fina i Ribó (Barcelona, 1965) és un gestor cultural i filòsof català.
Va néixer a Barcelona el 16 de juliol de 1965, fill d'Oriol Fina Sanglas, germà de l'advocat Albert Fina Sanglas i del metge i polític Ignasi Fina Sanglas, i de Pilar Ribó Duran, filla del metge Lluís Ribó Rius i cosina del polític Rafael Ribó i Massó.
Actualment treballa com a cap de departament de producció i gestió a l'Escola Superior de Música de Catalunya. Llicenciat en filosofia i master en gestió cultural. Des de 1989 treballa en el sector de la recerca i consultoria relacionades amb l'àmbit cultural. Ha estat professor de polítiques culturals a la Universitat Autònoma de Barcelona i coordinador del màster de gestió cultural de la Universitat de Barcelona. Va ser membre de l'equip de Josep Maria Bricall, que va promoure i desenvolupar la primera versió del CoNCA. És coautor, entre altres estudis, del Retorn social de la cultura. Col·labora amb el diari Ara.

## Publicacions destacades
- 1999 - Cultura y sociedad civil en Subirats, Joan (ed.), ¿Existe sociedad civil en España? Responsabilidades colectivas y valores públicos¡. Madrid: Caja Madrid, Fundación ONCE y Fundación Encuentro.
- 2003 - Música, Arts escèniques, Inversió i finançament i Estructura territorial a Bonet, Lluís (ed.) Llibre Blanc de les Indústries Culturals. Barcelona: Institut Català de les Indústries Culturals
- 2004 - Instituciones culturales y nuevos modelos de organización en VV.AA. La política Cultural de España. Consell d'Europa
- 2011 -  Proximitat, cultura i tercer sector social a Barcelona : anàlisis de casos.  Barcelona: Icaria. ISBN 978-84-9888-334-3 [Consulta: 7 desembre 2015]. Arxivat 2016-03-03 a Wayback Machine.
- 2015 - Sense Treva. Els cent primers dies d'Ada Colau (Edicions 62) 978-84-9809-353-7[5]